# War (pel·lícula)
War és una pel·lícula americana del 2007, dirigida per Phillip Atwell que fa el seu debut al cinema, amb la coreografia de la lluita per Corey Yuen. La pel·lícula va ser llançada a Amèrica del Nord el 24 d'agost de 2007, i va ser classificada com a R per la MPAA per tenir seqüències de violència, sang i un vocabulari amb molts d'insults. La pel·lícula és protagonitzada per Jet Li i Jason Statham, fent la seva segona col·laboració després de la pel·lícula de 2001 L'únic. És la segona col·laboració entra Jet Li i Jason Statham després de L'únic. Es trobaran per The Expendables i The Expendables 2. És la primera vegada que l'actriu francesa Nadia Farès actua a Hollywood.

## Argument
Des de l'assassinat del seu millor amic, l'agent de l'FBI Jack Crawford no té més que una obsessió: trobar Rogue, al que tot assenyala com a culpable, i fer justícia ell mateix. Però com atrapar el més temible dels assassins, un autèntic fantasma capaç d'aparèixer no importa d'on per sembrar el caos abans d'evaporar-se?
Quan Rogue torna a la superfície, tan misteriós com imperceptible, desencadena una guerra espectacular entre la Triada xinesa i els Yakuza japonesos. Malgrat els riscos, Crawford està més decidit que mai a acabar amb Rogue i es llença a la baralla.
Mentre que la guerra de les bandes estava en el seu apogeu, Crawford s'apropa cada cop més al seu enemic per descobrir el secret que s'amaga darrere de cada combat.

## Repartiment
- Jet Li — Rogue
- Jason Statham — John Crawford
- Terry Chen — Tom Lone
- John Lone — Li Chang
- Mathew St. Patrick — Wick
- Sung Kang — Goi
- Luis Guzmán — Benny
- Devon Aoki — Kira Yanagawa
- Ryo Ishibashi — Shiro Yanagawa
- Mark Cheng — Wu Ti
- Nadine Velázquez — Maria Chang
- Steph Song — Diane Lone
- Andrea Roth — Jenny Crawford